# Фьодор Лапоухов
Фьодор Лапоухов е беларуски футболист, вратар. Футболист на българския отбор ЦСКА София.

## Кариера
Кариерата си започва в „Динамо“ (Минск), като през периода от 29 юли до 31 декември 2021 г. е отдаден под наем в „Лида“. Дебютира за тима на 25 август 2021 г. при загуба с 0:4 от „Локомотив“ (Гомел). По време на наема си изиграва 10 мача, след което се завръща в „Динамо“.
В началото на 2022 г. започва да играе за дублиращия отбор на „Динамо“ (Минск), а през януари 2023 г. се присъединява към първия състав. Дебютира за представителния отбор на 2 април 2023 г. при победа с 2:0 над „Славия-Мозир“.
С „Динамо“ (Минск) печели шампионската титла на Беларус през сезоните 2023 и 2024 г., като изиграва общо 48 мача за отбора. Избран е за най-добър футболист на страната си за 2024 г.
На 23 януари 2025 г. подписва договор с ЦСКА.

## Национален отбор
През юни 2021 г. е повикан в състава на националния отбор на Беларус до 19 години за мач срещу Азербайджан, но не влиза в игра.
На 15 юни 2023 г. дебютира за националния отбор на Беларус до 21 години при победата с 5:1 срещу Русия U20. В тази възрастова група записва общо 6 мача.
На 11 юни 2024 г. прави дебют за мъжкия национален отбор на Беларус в мач срещу Израел, завършил с поражение 0:4. Изиграл е 7 срещи за представителния тим.